# Harold Rayner
Harold Marvin Rayner (Glen Ridge, New Jersey, 1888. július 27. – Montrose, New York, 1954. december 8.) olimpiai bronzérmes amerikai vívó, öttusázó, katonatiszt.

## Sportpályafutása
Tőr és párbajtőr fegyvernemekben is versenyzett, nemzetközi jelentőségű eredményt tőrvívásban ért el.